# Inês Machline Silva
Inês Machline Silva (1957) es una botánica, etnóloga, y profesora brasileña. Desarrolla actividades académicas e investigativas en la Universidad Estatal de Feira de Santana.
En 1978, obtuvo una licenciatura en Historia natural, por la Universidad Federal Rural de Río de Janeiro; para obtener la maestría en Biología Vegetal por la Universidad Federal de Río de Janeiro, defendió la tesis Revisión taxonómica del gênero Almeidea St. Hilaire, en 1988; y, el doctorado por el Instituto de Pesquisas del Jardín botánico de Río de Janeiro, en 2008, defendiendo la tesis: A etnobotânica e a medicina popular em mercados na cidade do Rio de Janeiro.

## Algunas publicaciones
- a.l. Peixoto, r.r. Guedes-Bruni, m. Haverroth, ines m. Silva. 2012. Saberes e práticas sobre plantas: a contribuição de Barbosa Rodrigues. Rev. Brasileira de História da Ciência 5: 22-30
- a.c. Magalhães, inês m. Silva, rogério ribeiro de Oliveiro. 2011. Etnobotânica, saberes locais e agricultura no contexto de uma floresta urbana: maciço de Pedra Branca, RJ. Pesquisas. Botânica 62: 299-322
- inês m. Silva, ariane luna Peixoto. 2009. O abajurú (Chrysobalanus icaco L. e Eugenia rotundifolia Casar.) comercializado na cidade do Rio de Janeiro, Brasil. Rev. Brasileira de Farmacognosia 19: 325-332
- f. Leitao, viviane s. Fonseca-Kruel, Viviane Stern, inês m. Silva, fernanda Reinert. 2009. Urban ethnobotany in Petrópolis and Nova fribugo (Rio de Janeiro, Brazil). Rev. Brasileira de Farmacognosia 19: 333-342

### Libros
- ariane l. Peixoto, inês m. Silva (orgs.) 2011. Saberes e usos de plantas: legados de atividades humanas no Rio de Janeiro. Río de Janeiro: Editora Puc-Rio, 228 pp.
- viviane stern da Fonseca, inês m. Silva, c.fr.c. Sá (orgs.) 1998. Etnobotânica - Bases para a conservação. Seropédica: Editora Univ. Rural, 131 pp.

### Capítulos de libros
- inês m. Silva, ariane luna Peixoto. 2011. O Mercado de Madureira e a CEASA na construção do saber popular sobre plantas na cidade do Rio de Janeiro, RJ, Brasil. En: Ariane Luna Peixoto; Inês Machline Silva (orgs.) Saberes e usos de plantas: legados de atividades humanas no Río de Janeiro. Río de Janeiro: Ed. PUC-Rio, 39-68

### Revisiones de ediciones
- 2005. Periódico: Revista Brasileira de Plantas Medicinais
- 2011. Periódico: Revista Caatinga (UFERSA. Impreso)
- 2012. Periódico: Acta Botanica Brasílica (impreso)

## Membresías
- de la Sociedad Botánica del Brasil[4]
- Plantas do Nordeste[5]